# Strandard63
Strandard63 ist ein Label des Künstlers Ray van Zeschau mit Sitz in Dresden, welches 1996 gegründet wurde, um eigene Musik und Filme zu vermarkten. In erster Linie schuf er aber das Label, um im selben Jahr bisher unveröffentlichtes Material seiner Band Freunde der italienischen Oper auf der CD Edle Einfalt Stille Größe herauszubringen. Ein Jahr später veröffentlichte er Edle Einfalt Stille Größe zusammen mit der 1991er teilremasterten LP Um Thron und Liebe noch einmal zusammen mit Alfred Hilsberg als Einzeltonträger sowie zusammen als CD-Box unter der Bezeichnung Rare, seltene und rätselhafte Aufnahmen auf What’s So Funny About unter dem deutschen Musik-Vertrieb von Indigo. Am Artwork war wieder maßgeblich H.G. Griese beteiligt. Nach Gründung der Band Ray & The Rockets brachte Ray van Zeschau seine sämtlichen Tonträger auf seinem Label heraus. Die EP Rock the Universe gilt dabei 44 Jahre nach der „Erfindung“ des Rock ’n’ Roll als erster Rock-’n’-Roll-Tonträger Dresdens.

## Diskografie
- 1996: Freunde der italienischen Oper – Edle Einfalt Stille Größe (CD)
- 1997: Freunde der italienischen Oper – Um Thron und Liebe (CD, zusammen mit What’s So Funny About)
- 1997: Freunde der italienischen Oper – Um Thron und Liebe / Edle Einfalt Stille Größe (CD-Box, zusammen mit What’s So Funny About)
- 1998: Ray & The Rockets – Rock the Universe (7″-Vinyl-EP)
- 1999: Ray & The Rockets – The Truth About Rosswein 47 (7″-Vinyl-Single)
- 2000: Ray & The Rockets – Boogie from Outer Space (7″-Vinyl-EP)
- 2001: Ray & The Rockets – Kosakabilly from Baikanur (7″-Vinyl-EP)
- 2002: Ray & The Rockets – The EP & Single Collection (CD)
- 2018: Freunde der italienischen Oper – Via Dolorosa (CD)
- 2020: Freunde der italienischen Oper – Via Dolorosa (LP) (Strandard63 / Major Label)
- 2023: The Distorted Elvises – Gun in Acapulco (12″-Mini-LP/EP, Strandard63 / Major Label)
- 2024: LP/CD/Tape Kassandras Komplex (Strandard63 / Major Label)

## Filmografie
- 2023: Mein Onkel Lubo, Regie: Nikola Boshankov / Ray van Zeschau
- 1989/2023: Ikarus – She Kill The Laugh, Regie: Michael Knof – Faust II, Regie: Wolfgang Engel
- 2023: That’s Allright Mama, The Distorted Elvises,
- 2024: Der leere Raum, Freunde der italienischen Oper